# Forma kwadratowa
Forma kwadratowa (funkcjonał kwadratowy) – wielomian jednorodny II stopnia {\displaystyle n} zmiennych określony na przestrzeni liniowej {\displaystyle V} – zmienne występują tu najwyżej w drugiej potędze; ogólna postać:
{\displaystyle Q(\mathbf {x} )\equiv Q(x_{1},\dots ,x_{n})=\sum _{i=1}^{n}\sum _{j=1}^{n}a_{ij}{x_{i}}{x_{j}},}
gdzie:
- {\displaystyle a_{ij}} – stałe współczynniki liczbowe – całkowite, wymierne, rzeczywiste lub zespolone,
- {\displaystyle x_{i},x_{j},i,j=1,\dots ,n} – zmienne, współrzędne dowolnego wektora {\displaystyle \mathbf {x} } danej przestrzeni liniowej {\displaystyle V,} {\displaystyle \mathbf {x} =[x_{1},\dots ,x_{n}],}
- jednorodność II stopnia oznacza, że dla dowolnej liczby {\displaystyle c\in K} zachodzi równość,
{\displaystyle Q(c\,\mathbf {x} )=c^{2}\,Q(\mathbf {x} ).}

W przypadku jednej zmiennej, dwóch zmiennych oraz trzech zmiennych formy nazywa się odpowiednio unarną, binarną i ternarną. Mają one postacie:
{\displaystyle Q(x)=a\,x^{2}\quad {\textrm {(unarna)}},}
{\displaystyle Q(x,y)=a\,x^{2}+b\,xy+c\,y^{2}\quad {\textrm {(binarna)}},}
{\displaystyle Q(x,y,z)=a\,x^{2}+b\,y^{2}+c\,z^{2}+d\,xy+e\,xz+f\,yz\quad {\textrm {(ternarna)}},}
gdzie {\displaystyle a,\dots ,f} są stałymi współczynnikami.
Np.
{\displaystyle Q(x,y,z)=4x^{2}+2xy-3y^{2}+z^{2}}
jest formą kwadratową trzech zmiennych {\displaystyle x,y,z.}
Funkcje kwadratowe, jak np. {\displaystyle f(x)=ax^{2}+bx+c} w przypadku jednej zmiennej, nie są na ogół formami kwadratowymi, gdyż nie są jednorodne (chyba że {\displaystyle b} oraz {\displaystyle c} są równe 0).
Pojęcie formy kwadratowej zajmuje fundamentalne miejsce w różnych działach matematyki, takich jak np. teoria liczb, algebra liniowa, teoria grup (w tym teoria grup ortogonalnych), geometria różniczkowa (metryka Riemanna, druga forma fundamentalna), topologia różniczkowa.
Uwaga: O ile nie zaznaczono inaczej, w artykule rozpatruje się przestrzenie liniowe nad ustalonym ciałem {\displaystyle K} charakterystyki różnej od 2.

## Historia
Pytania, czy jakaś liczba całkowita spełnia zadaną formę kwadratową, zadawano wiele stuleci temu. Przykładem jest teoria Fermata o sumie dwóch kwadratów, która określa, kiedy istnieje liczba całkowita spełniająca formę {\displaystyle x^{2}+y^{2},} gdzie {\displaystyle x,} {\displaystyle y} – liczby całkowite. Problem ten jest analogiczny do znajdowania trójek pitagorejskich, który pojawił się w drugim tysiącleciu p.n. Chr.
W 628, Hinduski matematyk Brahmagupta napisał dzieło Brāhmasphuṭasiddhānta zawierające m.in. wyniki badań równań typu {\displaystyle 1=x^{2}-ny^{2}=c.} W szczególności znalazł rozwiązanie równania (zwanego dziś równaniem Pella) {\displaystyle 1=x^{2}-ny^{2}=1}. W Europie problem ten badali Brouncker, Euler i Lagrange.
W 1801 Gauss opublikował dzieło Disquisitiones Arithmeticae, w którym główną część poświęcił teorii binarnych form kwadratowych o współczynnikach całkowitych. Jego idee zostały uogólnione i z czasem odkryto związki z liczbowymi ciałami kwadratowymi, z grupami modularnymi i innymi działami matematyki.

## Forma kwadratowa a forma dwuliniowa
Tw. 1 Każdej formie kwadratowej {\displaystyle Q(\mathbf {x} )} odpowiada wzajemnie jednoznacznie symetryczna forma dwuliniowa {\displaystyle B(\mathbf {x} ,\mathbf {x} )} określona na tej samej przestrzeni, tak że zachodzą związki
{\displaystyle Q(\mathbf {x} )=B(\mathbf {x} ,\mathbf {x} ),}
{\displaystyle B(\mathbf {x} ,\mathbf {y} )=B(\mathbf {y} ,\mathbf {x} )={\tfrac {1}{2}}(Q(\mathbf {x+y} )-Q(\mathbf {x} )-Q(\mathbf {y} )).}
Np.
(a) formą dwuliniową dodatnio określoną i symetryczną jest iloczyn skalarny wektorów {\displaystyle \langle \mathbf {x,y} \rangle }
{\displaystyle B(\mathbf {x,y} )\equiv \langle \mathbf {x} |\mathbf {y} \rangle \geqslant 0,}
(b) formą kwadratową odpowiadająca jednoznacznie iloczynowi skalarnemu jest iloczyn skalarny wektora przez samego siebie – definiuje on kwadrat normy, która określa długości wektorów przestrzeni liniowej:
{\displaystyle \langle \mathbf {x} |\mathbf {x} \rangle =||\mathbf {x} ||^{2}.}
Df. Funkcję {\displaystyle B} nazywa się formą dwuliniową odpowiadającą formie {\displaystyle Q} (stowarzyszoną z formą {\displaystyle Q}).
Czynnik {\displaystyle {\frac {1}{2}}} jest powodem, dla którego wyklucza się ciała, w których {\displaystyle 2=0;} formy kwadratowe w ciałach charakterystyki 2 opisano w oddzielnej sekcji.

## Wybór bazy a przedstawienie formy
Jeżeli {\displaystyle V} jest przestrzenią liniową skończonego wymiaru {\displaystyle n,} to wybór bazy przestrzeni prowadzi do przedstawienia {\displaystyle Q} w postaci jednorodnego wielomianu kwadratowego. Z drugiej strony dowolny jednorodny wielomian II stopnia {\displaystyle V\to K} zadaje we współrzędnych pewnej bazy formę kwadratową na {\displaystyle V}.

## Własności
Tw. Forma dwuliniowa jest symetryczna.
Df. Formy kwadratowe nazywa się równoważnymi, jeśli równoważne są odpowiadające im formy dwuliniowe.
Df. Przestrzeń {\displaystyle (V,Q)} nazywa się przestrzenią kwadratową.
Df. Przestrzenie {\displaystyle (V_{1},Q_{1})} i {\displaystyle (V_{2},Q_{2})} nazywa się izomorficznymi, jeżeli istnieje taki izomorfizm liniowy {\displaystyle \mathrm {A} \colon V_{1}\to V_{2},} że
{\displaystyle Q_{2}(\mathrm {A} (\mathbf {x} ))=Q_{1}(\mathbf {x} ),}
dla wszystkich {\displaystyle \mathbf {x} \in V_{1}.}
Df. Ortogonalną sumą prostą {\displaystyle V_{1}\perp V_{2}} przestrzeni {\displaystyle (V_{1},Q_{1})} i {\displaystyle (V_{2},Q_{2})} nazywa się sumę prostą przestrzeni {\displaystyle V_{1}\oplus V_{2},} w której zdefiniowano formą kwadratową
{\displaystyle Q(\mathbf {x} _{1},\mathbf {x} _{2})=Q_{1}(\mathbf {x} _{1})+Q_{2}(\mathbf {x} _{2}).}
Oznaczenie: {\displaystyle V^{\perp n}} oznacza {\displaystyle n}-krotną ortogonalną sumę prostą przestrzeni kwadratowej {\displaystyle V} ze sobą.
Df. Wektorem izotropowym względem {\displaystyle Q} (bądź {\displaystyle V}) nazywa się niezerowy wektor {\displaystyle \mathbf {x} \in V,} dla którego
{\displaystyle Q(\mathbf {x} )=0.}
Innymi słowy: wektor izotropowy to wektor niezerowy, będący rozwiązaniem równania
{\displaystyle B(\mathbf {x} ,\mathbf {x} )=0,}
czyli wektor niezerowy, który jest ortogonalny sam do siebie.

## Macierze odpowiadające formom
(1) Wybierając bazę w {\displaystyle V} formie kwadratowej {\displaystyle Q} zdefiniowanej na przestrzeni {\displaystyle n}-wymiarowej, można przypisać macierz {\displaystyle A} symetryczną {\displaystyle n\times n} w następujący sposób:
{\displaystyle Q(\mathbf {x} )\equiv Q(x_{1},\dots ,x_{n})=\sum _{i=1}^{n}\sum _{j=1}^{n}a_{ij}{x_{i}}{x_{j}}=\mathbf {x} ^{\text{T}}A\,\mathbf {x} ,}
gdzie {\displaystyle \mathbf {x} =[x_{1},\dots ,x_{n}]} jest dowolnym wektorem o {\displaystyle n} współrzędnych {\displaystyle x_{1},\dots ,x_{n},} takich że nie wszystkie współrzędne są równe zeru; indeks górny {\displaystyle ^{\mathrm {T} }} oznacza transpozycję.
Macierz {\displaystyle A} nazywaną macierzą formy kwadratowej względem ustalonej bazy.
(2) Symetrycznej formie dwuliniowej {\displaystyle B} stowarzyszonej z formą {\displaystyle Q} odpowiada identyczna macierz {\displaystyle A,} taka że
{\displaystyle B(\mathbf {x} ,\mathbf {y} )=\mathbf {x} ^{T}A\,\mathbf {y} .}
(3) Zmiana bazy w {\displaystyle V} powoduje, że formie {\displaystyle Q} przyporządkowana zostaje inna macierz {\displaystyle A',} przy czym zachodzi związek
{\displaystyle A'=C^{T}A\,C.}
gdzie {\displaystyle C} jest macierzą zamiany bazy.
Df. Macierze danej formy kwadratowej, wyrażone w różnych bazach, nazywa się macierzami przystającymi.
Df. Wyróżnikiem formy kwadratowej {\displaystyle Q} reprezentowanej przez macierz {\displaystyle A} nazywa się liczbę
{\displaystyle \Delta _{Q}=\det A} modulo niezerowe kwadraty,
gdzie {\displaystyle \det A} – wyznacznik macierzy {\displaystyle A.}
Df. Formę kwadratową nazywa się niezdegenerowaną (nieosobliwą), gdy jej macierz jest odwracalna, tzn. ma niezerowy wyznacznik.

## Diagonalizacja
Df. Forma kwadratowa {\displaystyle Q(\mathbf {x} )} jest w postaci diagonalnej, jeśli zadana jest jako suma kwadratów współrzędnych wektora {\displaystyle \mathbf {x} ,} tj.
{\displaystyle Q(\mathbf {x} )\equiv Q(x_{1},\dots ,x_{n})=a_{1}\,x_{1}^{2}+\ldots +a_{n}\,x_{n}^{2}.}
Tw. Forma kwadratowa {\displaystyle Q} jest w postaci diagonalnej, jeżeli jej reprezentacja macierzowa jest diagonalna, tzn. wszystkie wyrazy macierzy poza główną przekątną są równe zeru.
Twierdzenie Lagrange’aDla każdej formy kwadratowej istnieje baza, w której forma ma postać diagonalną
Tw. Wyznacznik formy kwadratowej w postaci diagonalnej wynosi
{\displaystyle a_{1}\dots a_{n}{\bmod {(}}K^{*})^{2}}
Konstrukcja bazy ortogonalnej
Konstrukcję bazy ortogonalnej można przeprowadzić w oparciu o własności odpowiadającej jej formy dwuliniowej:
1. należy rozpocząć od wyboru dowolnego wektora {\displaystyle \mathbf {e} _{1},} dla którego {\displaystyle Q(\mathbf {e} _{1})\neq 0,}
2. trzeba wybrać z podprzestrzeni {\displaystyle \mathbf {e} _{1}^{\perp }} wektor {\displaystyle \mathbf {e} _{2},} taki że {\displaystyle Q(\mathbf {e} _{2})\neq 0;} wektory {\displaystyle \mathbf {e} _{1}} i {\displaystyle \mathbf {e} _{2}} są ortogonalne i liniowo niezależne,
3. należy przejść do {\displaystyle \mathbf {e} _{1}^{\perp }\cap \mathbf {e} _{2}^{\perp }} i wskazać w niej wektor {\displaystyle \mathbf {e} _{3},} taki że {\displaystyle Q(\mathbf {e} _{3})\neq 0} itd.,
4. proces kończy się na podprzestrzeni, na której {\displaystyle Q} zeruje się tożsamościowo:
  1. jeśli jest to podprzestrzeń zerowa, to wybrane wektory tworzą bazę, w której {\displaystyle Q} ma postać diagonalną,
  2. w przeciwnym wypadku bazę diagonalizującą {\displaystyle Q} na całej przestrzeni tworzą wybrane wektory oraz dowolna baza otrzymanej podprzestrzeni.

Twierdzenia
Następujące stwierdzenie charakteryzuje formy kwadratowe wprowadzające liczby podwójne. Dla formy kwadratowej {\displaystyle Q} określonej na przestrzeni dwuwymiarowej następujące warunki są równoważne:
(a) ma ona postać {\displaystyle x^{2}-y^{2}} w pewnej bazie,
(b) jej wyróżnik jest równy {\displaystyle -1,}
(c) jest ona niezdegenerowana i daje wektory izotropowe.

## Klasyfikacja
W tej sekcji {\displaystyle Q} będzie niezdegenerowana, zaś {\displaystyle K} oznaczać będzie liczby rzeczywiste {\displaystyle \mathbb {R} ,} liczby zespolone {\displaystyle \mathbb {C} } lub dowolne ciało skończone {\displaystyle \mathbb {F} } nieparzystej charakterystyki.

### Sygnatura
TwierdzenieKażda forma kwadratowa na {\displaystyle \mathbb {C} ^{n}} jest równoważna z formą diagonalną {\displaystyle \mathbf {x} _{1}^{2}+\ldots +\mathbf {x} _{n}^{2}.}
Twierdzenie
Dowolna forma kwadratowa na {\displaystyle \mathbb {R} ^{n}} jest równoważna z formą diagonalną postaci
{\displaystyle \mathbf {x} _{1}^{2}+\ldots +\mathbf {x} _{p}^{2}-\mathbf {x} _{p+1}^{2}-\ldots -\mathbf {x} _{n}^{2},}
gdzie: {\displaystyle p\in [0,n].}
Jeśli {\displaystyle p+q=p'+q',} to formy
{\displaystyle \langle \cdot ,\cdot \rangle _{p,q}} oraz {\displaystyle \langle \cdot ,\cdot \rangle _{p',q'}}
są równoważne wtedy i tylko wtedy, gdy
{\displaystyle p=p'} i {\displaystyle q=q'.}
Wniosek:
Dana forma kwadratowa na {\displaystyle \mathbb {R} ^{n}} jest wyznaczona z dokładnością do równoważności przez parę liczb {\displaystyle (p,q),} którą można uzyskać z diagonalizacji formy:
{\displaystyle p} jest liczbą znaków dodatnich,
{\displaystyle q=n-p} to liczba znaków ujemnych.
Df. Parę liczb {\displaystyle (p,q)} nazywa się sygnaturą formy kwadratowej.
(czasem sygnaturą nazywa się tylko liczbę {\displaystyle p,} gdyż {\displaystyle q} jest jednoznacznie wyznaczone przy danym {\displaystyle n}).

## Formy kwadratowe a geometria
Formy kwadratowe wprowadzają na zbiorze {\displaystyle \mathbb {R} ^{n}}
- najogólniejsze metryki różniczkowe zwane metrykami pseudoriemannowskimi,
- przez to generują najogólniejsze rozmaitości – rozmaitości pseudoriemannowskie {\displaystyle \mathbb {R} ^{p,q},} gdzie {\displaystyle n=p+q,}
- metryki zaś umożliwiają definicję innych wielkości geometrycznych rozmaitości

– mówimy, że formy kwadratowe generują geometrie pseudoriemannowskie (w szczególnym przypadku formy – geometrię euklidesową). Z tego względu formy kwadratowe mają fundamentalne znaczenie dla geometrii różniczkowej.

### Określoność formy
Df. Formę kwadratową {\displaystyle Q} na przestrzeni liniowej nad {\displaystyle \mathbb {R} } nazywa się dodatnio określoną (lub dodatnią), jeżeli {\displaystyle Q(\mathbf {x} )>0} i ujemnie określoną (lub ujemną), gdy {\displaystyle Q(\mathbf {x} )<0} dla wszystkich {\displaystyle \mathbf {x} \neq \mathbf {0} }
Tw. Każda dodatnio określona forma na przestrzeni wymiaru {\displaystyle n} jest równoważna sumie {\displaystyle n} kwadratów. Podobnie ma się rzecz z formami określonymi ujemnie.
Własności te nie zależą od wyboru współrzędnych w przestrzeni.

### Uniwersalność
Jeśli {\displaystyle Q} jest określona na przestrzeni {\displaystyle V} co najmniej trójwymiarowej nad ciałem skończonym {\displaystyle K,} to daje ona wektory izotropowe. W ciele dowolnej charakterystyki pociąga to uniwersalność formy {\displaystyle Q,} tzn. {\displaystyle Q(V)=K}. Choć stwierdzenie o istnieniu wektorów izotropowych w dowolnych przestrzeniach wymiaru 2 nie jest prawdziwe, to prawdą jest, iż dowolna forma na przestrzeni dwuwymiarowej nad ciałem skończonym jest uniwersalna.
TwierdzenieNiech {\displaystyle c\in K^{*}} będzie niekwadratem. Dowolna forma kwadratowa na przestrzeni liniowej wymiaru {\displaystyle n\geqslant 1} nad ciałem skończonym {\displaystyle K} jest równoważna z dokładnie jedną formą na {\displaystyle K^{n},} mianowicie: {\displaystyle x_{1}^{2}+\ldots +x_{n}^{2}} lub
{\displaystyle x_{1}^{2}+\ldots +x_{n-1}^{2}+cx_{n}^{2}.}
W szczególności wymiar i wyróżnik wyznaczają formę nad ciałem skończonym w sposób jednoznaczny z dokładnością do równoważności.

## Reguła równoległoboku i polaryzacja
Tw. 1 Dla dowolnej formy kwadratowej {\displaystyle Q} zachodzi wzór nazywany regułą równoległoboku
{\displaystyle Q(\mathbf {x} +\mathbf {y} )+Q(\mathbf {x} -\mathbf {y} )=2{\big (}Q(\mathbf {x} )+Q(\mathbf {y} ){\big )}.}
Tw. 2 Podobny wzór
{\displaystyle Q(\mathbf {x} +\mathbf {y} )-Q(\mathbf {x} -\mathbf {y} )=4B(\mathbf {x} ,\mathbf {y} )}
znany również jako tożsamość polaryzacyjna, wyraża formę dwuliniową {\displaystyle B} za pomocą formy kwadratowej {\displaystyle Q,} jednak w inny sposób niż podany w definicji.
Być może oba powyższe wzory mogą posłużyć do zdefiniowania formy kwadratowej? Zagadnieniem tym zajęli się John von Neumann i Pascual Jordan, którzy dowiedli
Tw. 3 (Jordana-von Neumanna)
Założenia:
(1) {\displaystyle Q\colon V\to K} spełnia tożsamość
{\displaystyle Q(\mathbf {x} +\mathbf {y} )+Q(\mathbf {x} -\mathbf {y} )=2Q(\mathbf {x} )+2Q(\mathbf {y} ).}
(2) {\displaystyle B\colon V\times V\to K} jest określona wzorem
{\displaystyle 4B(\mathbf {x} ,\mathbf {y} )=Q(\mathbf {x} +\mathbf {y} )-Q(\mathbf {x} -\mathbf {y} ).}
Teza:
{\displaystyle B} jest symetryczna, dwuaddytywna oraz
{\displaystyle B(\mathbf {x} ,\mathbf {x} )=Q(\mathbf {x} ).}
Dwuaddytywność pociąga {\displaystyle \mathbb {Z} }-dwuliniowość. Stąd {\displaystyle B} z powyższego twierdzenia jest {\displaystyle \mathbb {Q} }-dwuliniowa, jeśli {\displaystyle K} jest charakterystyki zero lub {\displaystyle \mathbb {F} }-dwuliniowa, jeśli {\displaystyle K} jest charakterystyki {\displaystyle p.} Oznacza to, że jeśli {\displaystyle K=\mathbb {Q} } lub {\displaystyle \mathbb {F} ,} to forma {\displaystyle Q} jest kwadratowa. Jeżeli {\displaystyle K=\mathbb {R} ,} to forma {\displaystyle Q} jest kwadratowa, o ile {\displaystyle V} jest skończonego wymiaru (bądź ogólniej: zupełna), przy dodatkowym założeniu, że {\displaystyle Q} jest ciągła (co pociąga ciągłość {\displaystyle B,} a stąd jej {\displaystyle \mathbb {R} }-dwuliniowość).
Przy oznaczeniach {\displaystyle \|\cdot \|=Q(\cdot )} oraz {\displaystyle \langle \cdot ,\cdot \rangle =B(\cdot ,\cdot )} i przyjęciu {\displaystyle K=\mathbb {R} ,\mathbb {C} } powyższe twierdzenie mówi, że:
- w dowolnej przestrzeni Banacha {\displaystyle X} z normą {\displaystyle \|\cdot \|,} w której spełniona jest tożsamość równoległoboku, można wprowadzić iloczyn skalarny {\displaystyle \langle \cdot ,\cdot \rangle } za pomocą tożsamości polaryzacyjnej,
- wprowadzenie to czyni z {\displaystyle X} przestrzeń Hilberta.

## Ciała charakterystyki 2
O ile nie zaznaczono inaczej, niżej przestrzenie liniowe określone są nad ustalonym ciałem {\displaystyle K} charakterystyki 2.
Niech {\displaystyle V} będzie przestrzenią liniową. Przekształcenie {\displaystyle Q\colon V\to K} nazywa się formą kwadratową albo funkcjonałem kwadratowym na {\displaystyle V,} jeżeli:
- jest jednorodne II stopnia,
{\displaystyle Q(c\mathbf {x} )=c^{2}Q(\mathbf {x} ),}
- następująca funkcja jest dwuliniowa:
{\displaystyle B(\mathbf {x} ,\mathbf {y} )=Q(\mathbf {x} +\mathbf {y} )-Q(\mathbf {x} )-Q(\mathbf {y} ).}

Definicja we współrzędnych nie ulega zmianie: forma kwadratowa to jednorodna, kwadratowa funkcja wielomianowa. Podobnie definiuje się pozostałe pojęcia i dowodzi równoważności definicji abstrakcyjnej i z ustaloną bazą. Zasadniczą różnicą jest postać macierzowa: macierz {\displaystyle \mathbf {N} } formy kwadratowej {\displaystyle Q} jest górnotrójkątna, nie zaś symetryczna; macierz {\displaystyle \mathbf {B} =\mathbf {N} +\mathbf {N} ^{\mathrm {T} }} odpowiadającej jej formy dwuliniowej {\displaystyle B} jest z kolei symetryczna z zerami na przekątnej głównej. Niekiedy powyższą definicję stosuje się dla ciał dowolnej charakterystyki, jednak przyjęcie jej sprawia, iż forma dwuliniowa stowarzyszona z formą kwadratową wyrażającą się sumą kwadratów nie daje standardowego iloczynu skalarnego, lecz jego dwukrotność.
Jest {\displaystyle B=0} wtedy i tylko wtedy, gdy wszystkie elementy macierzy {\displaystyle \mathbf {B} } spoza przekątnej głównej znikają (równoważnie: {\displaystyle B=0} wtedy i tylko wtedy, gdy {\displaystyle Q} jest diagonalizowalna w pewnej bazie). Gdy charakterystyka nie jest równa 2, wyrazy spoza przekątnej dowolnej formy kwadratowej zerują się w odpowiedniej bazie, jednakże wyrazy spoza przekątnej głównej w {\displaystyle Q} są potrzebne w ciele charakterystyki 2, gdy stowarzyszona z nią symetryczna forma dwuliniowa nie jest zerowa. Z definicji dowolna forma kwadratowa (w ciele charakterystyki 2) ma powiązaną symetryczną formę dwuliniową, choć odpowiedniość między formami kwadratowymi a symetrycznymi formami dwuliniowymi nie jest iniektywna, ani surjektywna: różne formy kwadratowe (np. {\displaystyle (\mathbf {x} ,\mathbf {y} )\mapsto x_{1}^{2}+x_{1}x_{2}} oraz {\displaystyle (\mathbf {x} ,\mathbf {y} )\mapsto x_{1}x_{2}}) mogą mieć tę samą symetryczną formę dwuliniową, a pewne symetryczne formy dwuliniowe (np. {\displaystyle (\mathbf {x} ,\mathbf {y} )\mapsto x_{1}y_{1}+x_{2}y_{2}}) nie są formami dwuliniowymi jakichkolwiek form kwadratowych. W języku macierzy każda forma kwadratowa w ciele charakterystyki różnej od 2 może być zapisana jako {\displaystyle \mathbf {X} \cdot \mathbf {MX} ,} gdzie {\displaystyle \mathbf {M} } jest pewną macierzą symetryczną, nie jest to jednak prawda w ciele charakterystyki 2. Forma kwadratowa przedstawiona w baie z wyrazami poza przekątną nie jest reprezentowana przez macierz symetryczną w jakiekolwiek bazie. Jednakże odpowiadająca jej forma dwuliniowa jest zawsze reprezentowana za pomocą macierzy symetrycznej (zob. wyżej). Dlatego nie wolno mylić macierzy {\displaystyle \mathbf {N} } formy kwadratowej w ciele charakterystyki 2 z macierzą postaci {\displaystyle \mathbf {B} } jej formy dwuliniowej.
Kluczową obserwacją jest to, że symetryczna forma dwuliniowa stowarzyszona z formą kwadratową w ciele charakterystyki 2 jest alternująca:
{\displaystyle B(\mathbf {x} ,\mathbf {x} )=Q(2\mathbf {x} )-2Q(\mathbf {x} )=Q(\mathbf {0} )-0=0.}
W ciele charakterystyki innej niż 2 można odzyskać {\displaystyle Q} z {\displaystyle B,} gdyż {\displaystyle B(\mathbf {x} ,\mathbf {x} )=Q(\mathbf {x} ),} ale dla charakterystyki 2 jest {\displaystyle B(\mathbf {x} ,\mathbf {x} )=0.} Ponieważ dowolna alternująca forma dwuliniowa jest symetryczna w ciele charakterystyki 2, to o odpowiedniości z {\displaystyle Q} do {\displaystyle B} w ciele charakterystyki 2 należy myśleć jako o przekształceniu form kwadratowych w alternujące (a nie tylko symetryczna) formy dwuliniowe. Wówczas jest ono surjektywne, ale nadal nigdy nie jest iniektywne, tzn. nie istnieje żaden odpowiednik polaryzacji dla charakterystyki 2, a więc sama wiedza o {\displaystyle B} nie wystarcza do odzyskania informacji o {\displaystyle Q.} Zatem choć w ciele charakterystyki różnej od 2 pewne pojęcia można wyrazić równie dobrze w języku form kwadratowych bądź symetrycznych form kwadratowych, to w ciele charakterystyki 2 ich wyrażenie w obu tych językach może być niemożliwe.